# 新宮郵便局
新宮郵便局（しんぐうゆうびんきょく）は和歌山県新宮市にある郵便局。民営化前の分類では集配普通郵便局であった。

## 概要
住所：〒647-8799 和歌山県新宮市伊佐田町2-1-18

## 沿革
- 1872年3月15日（明治5年2月7日） - 新宮郵便取扱所として開設[1]。
- 1873年（明治6年）3月 - 新宮郵便役所となる。
- 1875年（明治8年）1月1日 - 新宮郵便局（五等）となる。
- 1879年（明治12年） - 為替取扱を開始。
- 1880年（明治13年） - 貯金取扱を開始。
- 1890年（明治23年）12月16日 - 新宮郵便電信局となる。
- 1903年（明治35年）12月16日 - 新宮郵便局となる。
- 1962年（昭和37年）7月16日 - 和文電報受付および電話通話業務を開始[2]。
- 1969年（昭和44年）9月22日 - 三輪崎郵便局から集配業務を移管。
- 1996年（平成8年）7月1日 - 外国通貨の両替および旅行小切手の売買に関する業務取扱を開始。
- 2006年（平成18年）9月25日 - 高田（たかた）郵便局から「647-11xx」区域の集配業務を移管[3]。
- 2007年（平成19年）10月1日 - 民営化に伴い、併設された郵便事業新宮支店に一部業務を移管。
- 2012年（平成24年）10月1日 - 日本郵便株式会社発足に伴い、郵便事業新宮支店を新宮郵便局に統合。

## 取扱内容
- 郵便、印紙、ゆうパック、内容証明
- 貯金、為替、振替、振込、国際送金、国債、投資信託
- 生命保険、バイク自賠責保険、自動車保険
- ゆうちょ銀行ATM
- 「647-00xx」「647-11xx」区域（新宮市＝旧熊野川町域を除く[4]）の集配業務
- ゆうゆう窓口

## 風景印
- 図案は徐福とお燈祭り。局名表示は「新宮」
- 使用開始日は1999年3月1日

## 周辺
- 新宮市役所
- 新宮税務署
- 浮島の森
- 徐福公園
- 丹鶴城公園（新宮城跡）
- 国道42号
- 熊野川

## アクセス
- JR紀勢本線 新宮駅から徒歩約6分
- 三重交通バス、熊野交通バス、奈良交通バス、明光バス 新宮駅停留所下車
- 駐車場あり：12台